# Sha'Carri Richardson
Sha'Carri Richardson   (Dallas, 25 de març de 2000) és una esportista estatunidenca que competeix en atletisme, especialista en les curses de velocitat. Ha participat en 1 Olimpíada, guanyant 2 medalles (1 d'or) en els Jocs Olímpics de París 2024. A més, ha guanyat tres medalles (2 d'or) al Campionat del món d'atletisme de 2023.

## Trajectòria
El seu primer èxit internacional va ser la medalla d'or aconseguida com a part del relleu 4 × 100 m al Campionat Panamericà sub-23 de 2017. En 2019 va ser la vencedora dels 100 m del Campionat de la NCAA.
Es va classificar per a competir als Jocs Olímpics de Tòquio 2020, però no va poder participar-hi perquè va ser suspesa en donar positiu per THC (el principal constituent del cànnabis). Després d'això es va veure afectada per una depressió, que es va agreujar amb la mort de la seva mare. No es va classificar per al Campionat del món de 2022.
El 2023 va guanyar la medalla d'or en la prova dels 100m llisos al Campionat Mundial d'Atletisme de 2023, per davant de les jamaicanes Shericka Jackson i Shelly-Ann Fraser-Pryce, aconseguint el rècord del campionat amb una marca de 10.65 segons. A més, també va aconseguir la medalla de bronze en la prova dels 200m llisos, amb una marca personal de 21.92 segons. Finalment, en el mateix campionat, també es va endur la medalla d'or, en la prova dels 4x100m relleus, aconseguint també el rècord del campionat amb un temps de 41.03 segons.
El 2024 en la seva primera participació en uns Jocs Olímpics, va guanyar la medalla de plata en la prova dels 100m, just per darrere de l'atleta de Saint Lucia, Julien Alfred. Richardson va aconseguir la medalla d'or amb l'equip dels Estats Units, a la prova dels 4x100m relleus, mentre que no es va poder classificar per la prova dels 200m, ja que va quedar quarta en les classificatòries del país nord-americà.
És públicament bisexual.

## Marques personals
| Disciplina     | Marca | Vent       | Seu      | Data               |
| -------------- | ----- | ---------- | -------- | ------------------ |
| 100m llisos    | 10.65 | -0,2 (m/s) | Budapest | 21 d'agost de 2023 |
| 200m llisos    | 21.92 |            | Budapest | 25 d'agost de 2023 |
| 4x100m relleus | 41.03 |            | Budapest | 26 d'agost de 2023 |

## Trajectòria internacional
| Jocs Olímpics     | Jocs Olímpics | Jocs Olímpics | Jocs Olímpics | Jocs Olímpics |
| Any               | Lloc          | Posició       | Prova         | Marca         |
| ----------------- | ------------- | ------------- | ------------- | ------------- |
| 2024              | París         | 2             | 100m          | 10.87         |
| 2024              | París         | 1             | 4x100 m       | 41.78         |
| Campionat del Món |               |               |               |               |
| 2023              | Budapest      | 1             | 100 m         | 10.65         |
| 2023              | Budapest      | 3             | 200 m         | 21.92         |
| 2023              | Budapest      | 1             | 4x100 m       | 41.03         |